# ブラジル連邦共和国憲法
ブラジル連邦共和国憲法（ブラジルれんぽうきょうわこくけんぽう ポ : Constituição da República Federativa do Brasil）は、ブラジルの憲法典である。

## 構成
以下は、ブラジル連邦共和国憲法の構成である。

### 前文
社会的調和に立脚し、国際秩序における紛争の平和的解決の義務に拘束され、友愛的、多元的かつ偏見無き社会の至高の価値として、社会及び個人の権利、自由、安全、福祉、進歩、平等、正義の実行を保障するための民主主義的国家を設立する憲法制定国家に集合した我等ブラジル人民代表は、神の保護の下に、下記のブラジル連邦共和国憲法を発布する。